# Cystorchis ogurae
Cystorchis ogurae là một loài thực vật có hoa trong họ Lan. Loài này được (Tuyama) Ormerod & P.J.Cribb mô tả khoa học đầu tiên năm 2000.